# 베스트팔렌 왕국
베스트팔렌 왕국(프랑스어: Royaume de Ouestphalie, 독일어: Königreich Westphalen)은 1807년부터 1813년까지 존재했던 현재 독일에 있는 프랑스의 단일 국가였다.  나폴레옹의 동생 제롬 보나파르트가 그것은 베스트팔렌의 이름을 따서 명명되었지만 왕국이 그 지역과 공유하는 영토가 거의 없었기 때문에 이것은 잘못된 이름이었다.  이 지역은 이전에 이스트팔리아로 알려진 영토를 대부분 포함했다.
나폴레옹은 독일 최초의 근대 헌법, 프랑스식 중앙 행정, 농업 개혁을 강요했다. 왕국은 농노를 해방하고 모든 사람에게 동등한 권리와 배심 재판을 받을 권리를 부여했다. 1808년에 왕국은 유대인에게 동등한 권리를 부여하는 독일 최초의 법률을 통과시켰고, 이로써 다른 독일 주에서 개혁의 모델을 제공했다. 베스트팔렌은 새로운 개혁을 즉시 제정하고 시행하는 데 진보적인 것처럼 보였다.
나라는 상대적으로 가난했지만 나폴레옹은 무거운 세금과 지불금을 요구하고 징집병을 징집했다. 1812년에 나폴레옹과 함께 러시아로 진군한 프랑스의 러시아 침공에서 병사들 중 돌아온 병사는 거의 없었다. 왕국은 1812년에 파산했다. 나폴레옹이 1813년 연합군의 진격에 직면하여 후퇴했을 때, 왕국은 연합군에 의해 압도당했고(1815년) 대부분의 영토는 프로이센이 되었다. 그러나 대부분의 개혁은 그대로 유지되었다.

## 유대인
프랑스의 예에 따라 유대인 회중이 재조직되었고 그들을 감독하는 추기경 회의(이스라엘 왕립 베스트팔렌 의회)가 설립되었다. 전직 브라운슈바이크울펜뷔텔 상인이자 문필가인 이스라엘 제이콥슨이 이사회의 도움을 받아 당회 회장이 되었다. 제이콥슨은 그 나라의 여러 교회에 개혁적인 영향력을 행사하기 위해 최선을 다했다. 그는 호수에서 소개된 것과 유사한 의식으로 카셀에서 기도의 집을 열었다.  많은 프랑스 유대인의 권리를 다시 제한하는 나폴레옹의 불명예스러운 악명 높은 법령은 베스트팔렌에서는 적용되지 않았다.

## 러시아 정복
왕국의 상당한 부담은 나폴레옹 전쟁을 위한 군대와 재정적 지원을 공급해야 한다는 요구 사항이었다. 많은 수의 베스트팔렌 군대가 1812년 러시아 원정에서 싸웠다; 베스트팔렌 근위대는 보로디노 전투 동안 래이브스키 보루(Raevski Redoubt)를 영웅적으로 돌격했지만 실패했다.
1813년 9월, 러시아군은 카셀을 포위하고 프랑스군을 완전히 무찌르고 도시를 점령했다. 10월 1일까지 그들은 왕국 전체를 정복했지만 3일 후 제롬은 프랑스군과 함께 돌아와 카셀을 탈환했다. 헤센카셀 선제후국의 선제후가 곧 도착했고 러시아인들은 다시 도시를 포위했다. 1813년 10월 19일 프랑스가 라이프치히 전투에서 패배한 후, 러시아인들은 왕국을 해체하고 리트베르크와 슈톨베르크-베르니게로데를 제외하고 1806년의 현상 유지를 회복하였고 프로이센으로 순국했다.

## 문장
문장은 편입된 영토를 반영한다. 첫 번째 분기는 베스트팔렌의 은색 말을 보여준다.  두 번째는 디에츠, 니다, 지겐하인 및 카체넬른보겐 백국 백국에 걸친 헤센의 사자이다.; 세 번째는 마그데부르크 주변의 불특정 영토를 위해 새로 설계되었다. 그리고 네 번째 조합은 브런즈윅, 디에폴츠, 뤼네부르크 및 라우터부르크이다. 방패 주변에는 베스트팔렌의 왕관 기사단과 명예의 군단의 프랑스 그레이트 이글이 있다. 위는 나폴레옹의 별이다. 나폴레옹 문장의 전형은 교차된 셉터이다.

## 같이 보기
- 베스트팔렌 공국
- 베스트팔렌주
- 칼 켈러, 베스트팔렌 왕국의 저명한 궁정 음악가